# Чинампи

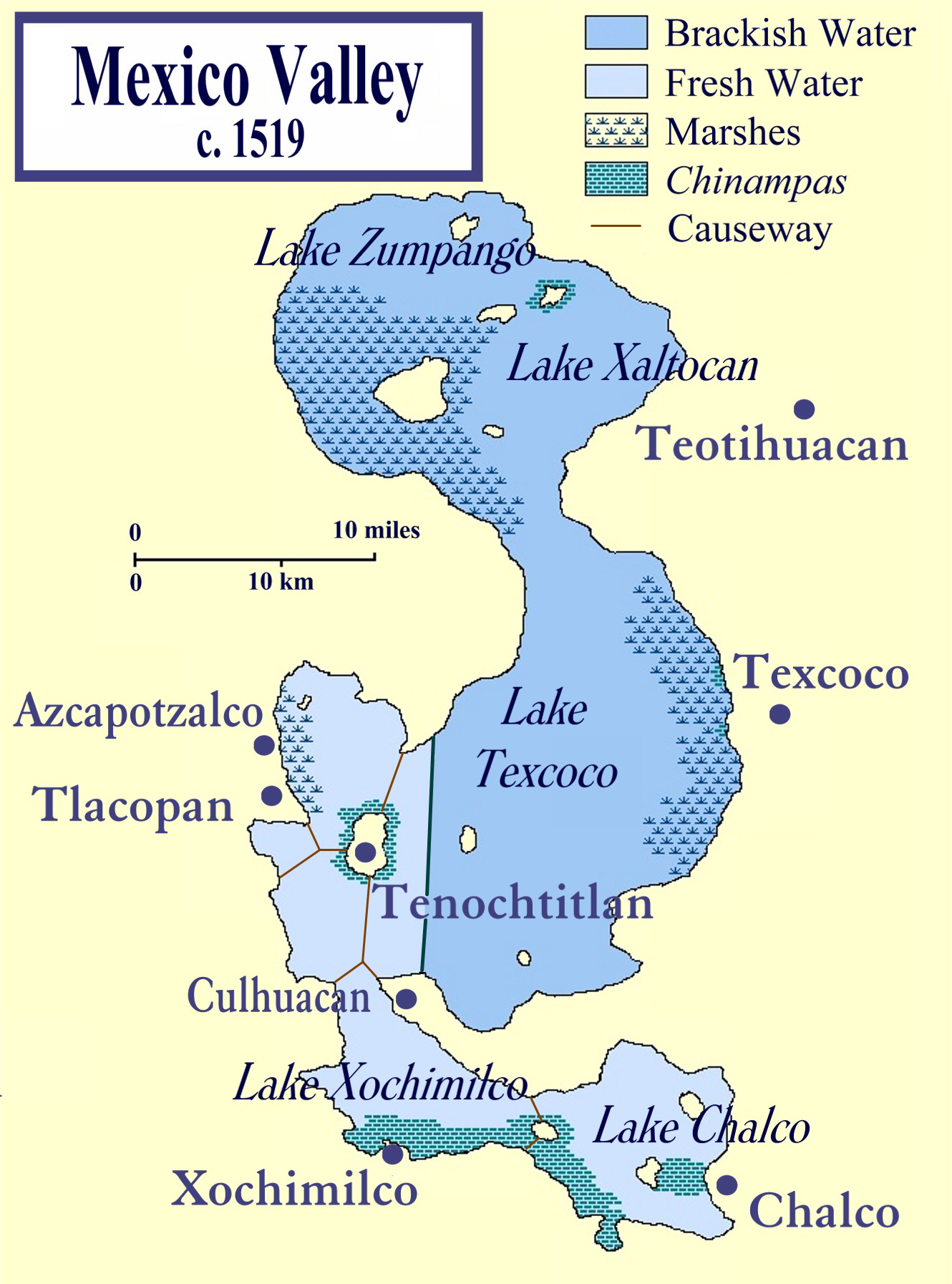
Система озер в Мексиканській долині під час іспанського завоювання. На карті показано, де розташовані чинампи

Чинампи (ісп. chinampa, з мови науатль) — плавучі острови, які створювали індіанці (ацтеки, мая) задля ведення сільського господарства. Чинампи давали декілька врожаїв на рік. Ацтеки будували чинампи на озері Тескоко.
У болотистих низинах на ґрунт вбивали палі, потім з'єднували їх лозою. Всередину ділянок засипався метровий шар землі. В дощові сезони чинампи ставали островами. На припіднятті поля постійно додавались органічні рештки водяних рослин, що дозволяло постійно підтримувати на високому рівні родючість ґрунту.
Розквіт цієї системи землеробства припадає на 600—900 рр.